# Hullenahalli, Nagamangala
Hullenahalli là một làng thuộc tehsil Nagamangala, huyện Mandya, bang Karnataka, Ấn Độ.